# Chromalizus simulatus
Chromalizus simulatus är en skalbaggsart som först beskrevs av Louis Alexandre Auguste Chevrolat 1856.  Chromalizus simulatus ingår i släktet Chromalizus och familjen långhorningar.
Artens utbredningsområde är Nigeria. Inga underarter finns listade i Catalogue of Life.